# Widdersdorf (Kolonia)
Widdersdorf, Köln-Widdersdorf — dzielnica miasta Kolonia w Niemczech, w okręgu administracyjnym Lindenthal, w kraju związkowym Nadrenia Północna-Westfalia, na lewym brzegu Renu. 